# John Anderson (homme politique, 1956)
Pour les articles homonymes, voir John Anderson.

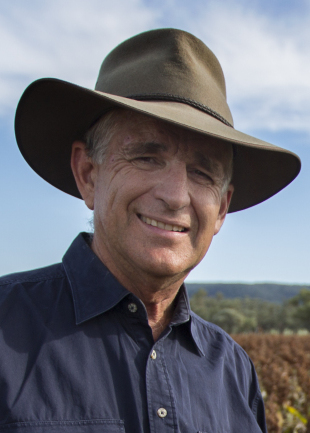
John Anderson (2017)

John Duncan Anderson (né le 14 novembre 1956) est un ancien homme politique australien. Il a servi comme vice-Premier ministre d'Australie (entre le 20 juillet 1999 et le 6 juillet 2005) et leader du Parti national d'Australie.

## Biographie
Né à Sydney de parents agriculteurs il obtient une maîtrise en arts de l'université de Sydney avant de se lancer dans l'agriculture.
Il a été élu représentant de l'ancienne circonscription électorale de Gwydir (aujourd'hui incorporée dans la circonscription de Hunter) le 15 avril 1989 et devient leader adjoint du parti national en mars 1993.
Il devient ministre de l'Agriculture et de l'Énergie en mars 1996 et ministre des Transports et du développement régional en 1998 dans les gouvernements de John Howard avant de devenir vice-premier ministre.
En juin 2005 il démissionne du gouvernement et de la tête du parti national pour raisons personnelles. Il est remplacé dans ses fonctions par Mark Vaile. Il démissionne de son siège de député le 17 octobre 2007.